# Chích chòe nước đốm trắng
Chích chòe nước đốm trắng hay chích chòe nước lưng đốm, tên khoa học Enicurus maculatus, là một loài chim trong họ Muscicapidae. Chúng thường được tìm thấy ở Afghanistan, Ấn Độ, Bangladesh, Bhutan, Myanmar, Nepal, Pakistan, Trung Quốc, và Việt Nam.

## Gallery

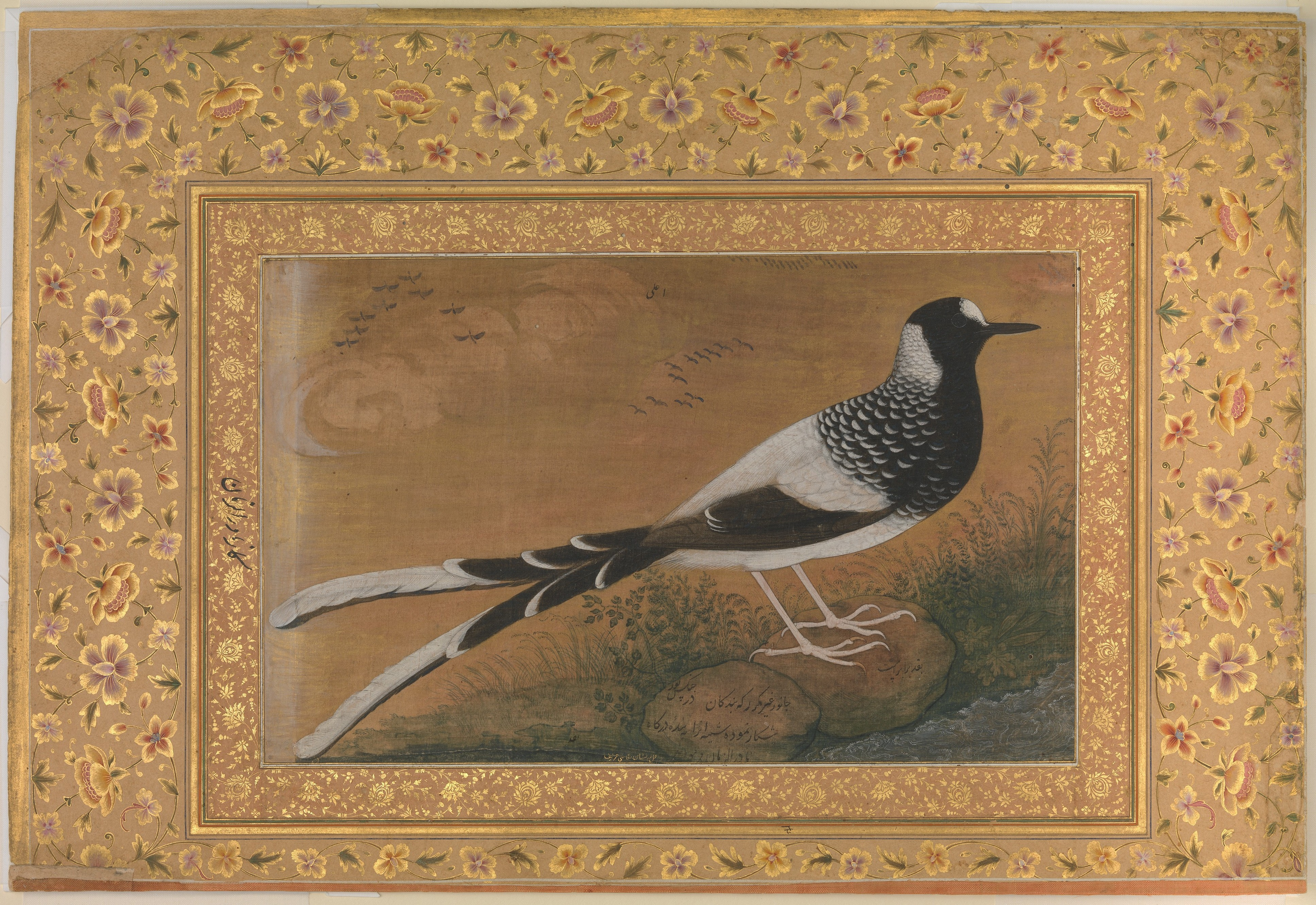
Spotted forktail by Abu al-Hasan (Mughal painter)